# 阿尔贝·卡恩
阿尔贝·卡恩（法語：Albert Kahn；1860年3月3日—1940年11月14日），法国银行家、慈善家、攝影師、影像紀錄收藏家。他1892年起曾在一家银行担任首席助理，积攒了不少财富。1908年11月他从法国出发开始了全球旅行计划。在游历了美国、日本之后，1909年1月花23天周游了中国。其后他游历了50多个国家，进行了大量的旅行摄影计划，直到1931年因经济原因被迫停止。他在1929年的大萧条时期破了产。
卡恩雇佣了10多位摄影师，采用了当时先进的奥托克罗姆微粒彩色干版技术，因此他是早期用彩色记录世界的人之一。在长达20多年的摄影生涯中，他搜集了72000张彩色照片、4000张立体照片、超过100小时的60英尺电影胶片。这些作品称为“地球档案”。其照片现在收藏于法国的阿尔贝·卡恩博物馆，2008年曾出版了他的影集。

## 傳記

### 早年時期
卡恩出生於法國下萊茵馬爾穆捷，父親是猶太裔的畜牧牛隻經營者路易斯·卡恩(Louis Kahn)，母親是巴貝特·卡恩(née Bloch)，卡恩是家中四個孩子當中的老大。
卡恩10歲的時候母親因病去世，1871年德國吞併阿爾薩斯-洛林後，卡恩一家於次年搬到法國東北部的聖米耶爾，卡恩從1873年起，在薩維爾恩學院繼續學習生涯。直到1876年完成學業。

### 事業發展
1879年卡恩在巴黎成為銀行職員，晚上則繼續攻讀學位，他於1881年畢業後繼續在銀行業工作，而在1892年卡恩成為私人銀行Banque Goudchaux et Cie主要合夥人之一，有認為當時Banque Goudchaux et Cie是歐洲重要的金融機構之一，使得他開始迅速的累積經歷實力。比起其他的投資銀行來說，卡恩的雄心和視野更加開闊，將事業版圖跨入亞洲，特別對於日本著墨很深，他在日本有著大量的貸款，這使得他確保了銀行和個人的經濟能力，而且就在那時，卡恩與日本駐巴黎大使元野裕一郎建立了密切的私人交情。
1898年卡恩以自己的名字創立阿爾伯特卡恩基金會，並且設立「環遊世界」旅行補助金，為年輕學生提供一年多的時間，可以前往其他國家參訪和考察，以豐富他們的技能，以及他們未來的視野，卡恩冀希於學生身體力行的方式，來增加對於世界的了解。而從1907年起，他將這種獎助計畫擴大到其他世界的學生，有日本、德國、英國、美國和俄羅斯等所在多有。

### 晚年時期
1929年經濟大蕭條重創卡恩的事業，攝影計畫則在艱苦支撐兩年之後，也在1931年無以為繼只好結束計劃。
卡恩在納粹德國佔領法國期間，於1940年11月14日，在法國上塞納省的布洛涅-比揚古去世。

## 世界花園
世界花園（法語：Les Jardins du Monde）是卡恩創建的花園，當中包含多種園林風格，包括英式、日式、玫瑰園和針葉林，卡恩的世界花園是其世界觀的延伸，彷彿在說明一個和諧世界的烏托邦，不同的現實可以完美和諧地共存。
1893年卡恩在布洛涅-比揚古買了一大塊土地，他在那裏建立了一個與眾不同的私人花園，直到1930年之前，世界花園經常是法國和歐洲知識分子的聚會地點，卡恩破產之後，世界花園開放成為一個公共公園，卡恩仍然會回到世界花園散步。

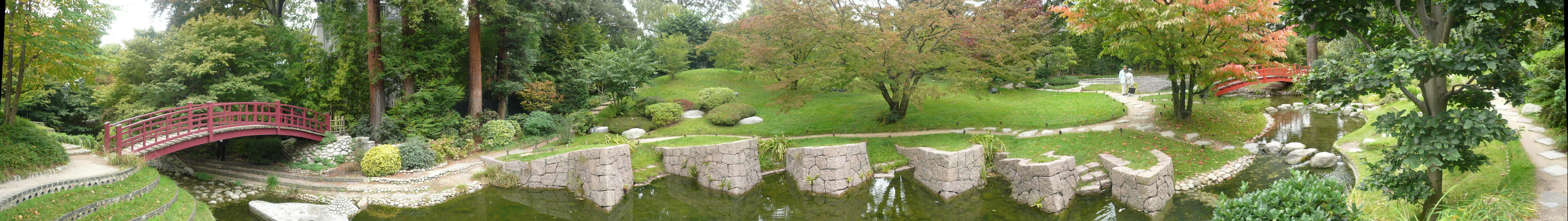
世界花園的日本園林庭院造景

## 地球檔案
地球檔案館（法語：Les Archives de laPlanète）是一個巨型的記錄建築及文化的攝影專案。

### 執行與落實
自1908年起，卡恩前往美國、日本和中國，他的司機弗雷德·杜特爾特 ( Alfred Dutertre )，在他有計畫的訓練之下，也成為一名攝影師，跟隨卡恩遍覽各國，1909年卡恩前往南美洲的烏拉圭、阿根廷及巴西，並帶回了許多旅途中的照片。這是促成他想要創造地球檔案的濫觴，目標是收集整個地球的照片影像記錄，於是卡恩回國之後，聘僱了第一位專業攝影師奧古斯特·萊昂（Auguste Léon）開始他的攝影計畫，之後陸續聘僱 Stéphane Passet、Frédéric Gadmer, Lucien Le Saint, Paul Castelnau, Roger Dumas等多位攝影師，於是他任命地理學家 Jean Brunhes 為專案總監，並開始派遣攝影師前往世界各大洲，卡恩的團隊是第一個使用彩色曝光技術和膠捲的攝影工作者，自1909年至1931年間，卡恩的團隊收集了72,000張彩色照片、以及183,000米的電影膠卷。將20世紀早期的世界生活型態記錄下來，而且橫跨了50個國家的影像記錄，這個專案日後稱為地球檔案。
除了世界級的攝影專案以外，卡恩委任的攝影師們，也同時於1914年開始記錄法國，計畫開始沒有多久，歐陸就發生第一次世界大戰，卡恩透過和軍方合作的方式，設法記錄了第一次世界大戰的樣貌，以及在戰火之下仍然繼續日常生活的社會百態，是一批非常重要的人文影像紀錄。

### 影像藝廊

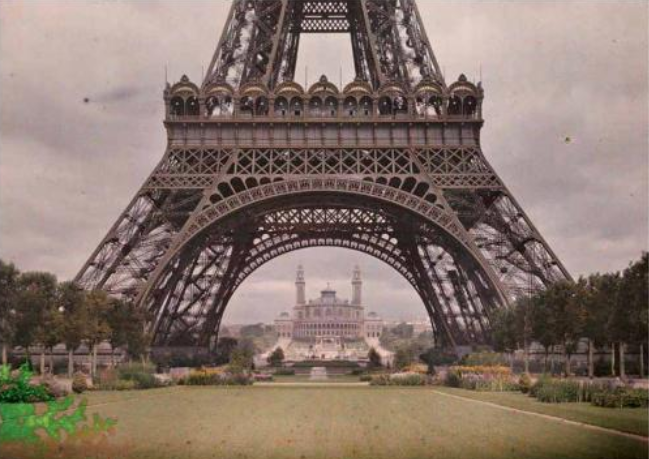
巴黎, 1912年, 艾菲爾鐵塔
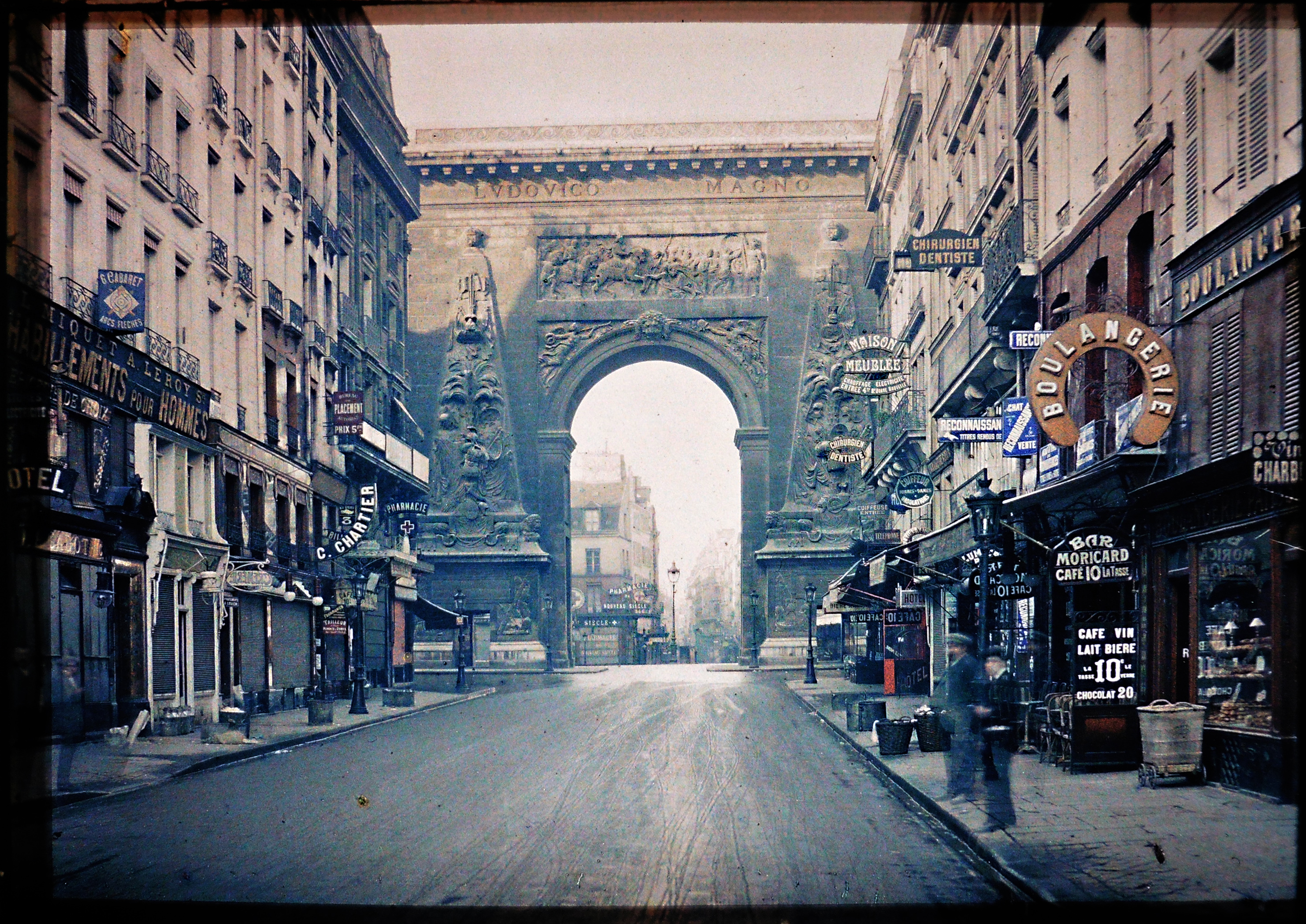
巴黎, 1914年, 聖但尼門
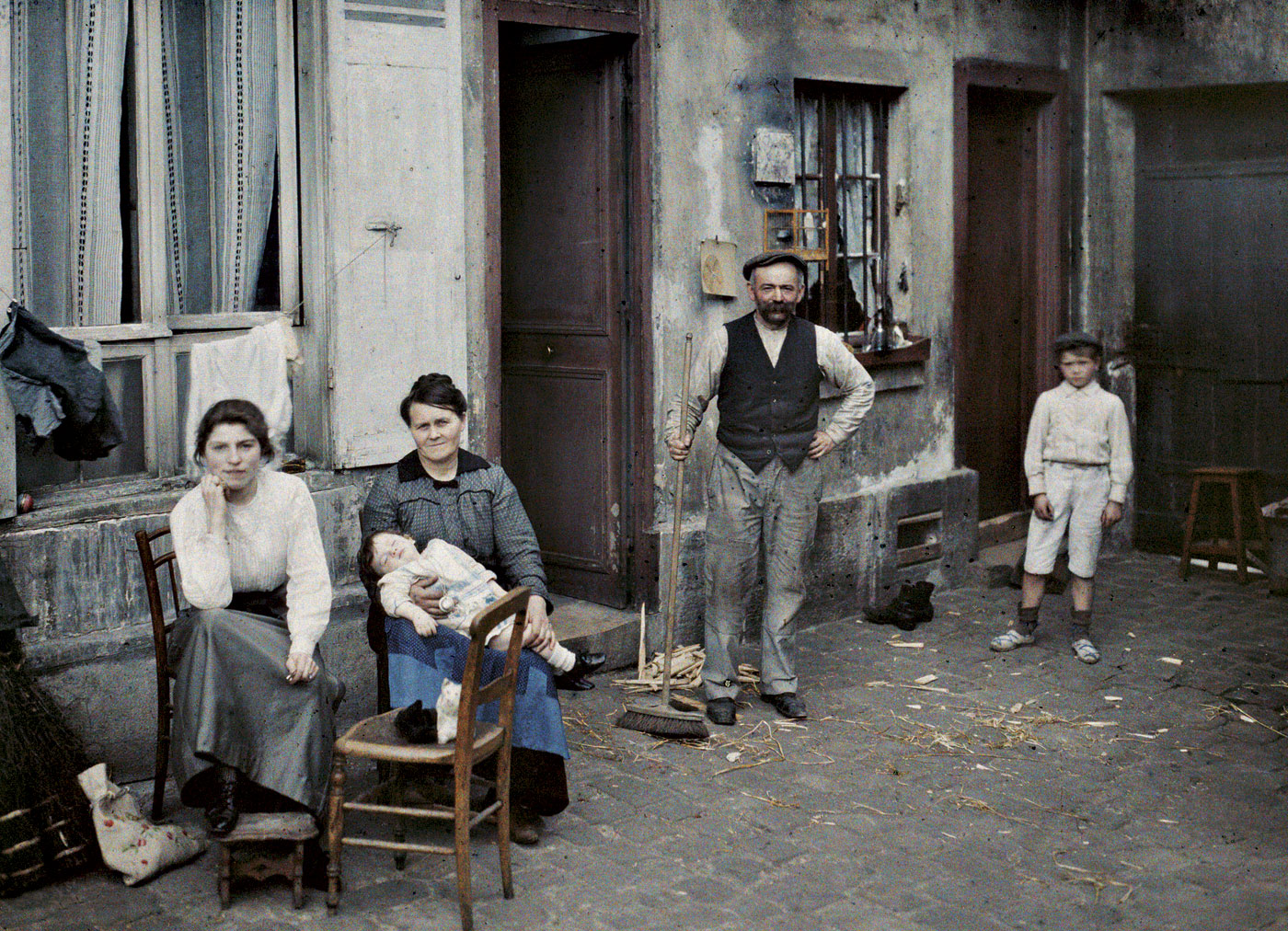
巴黎, 1914年, 全家福
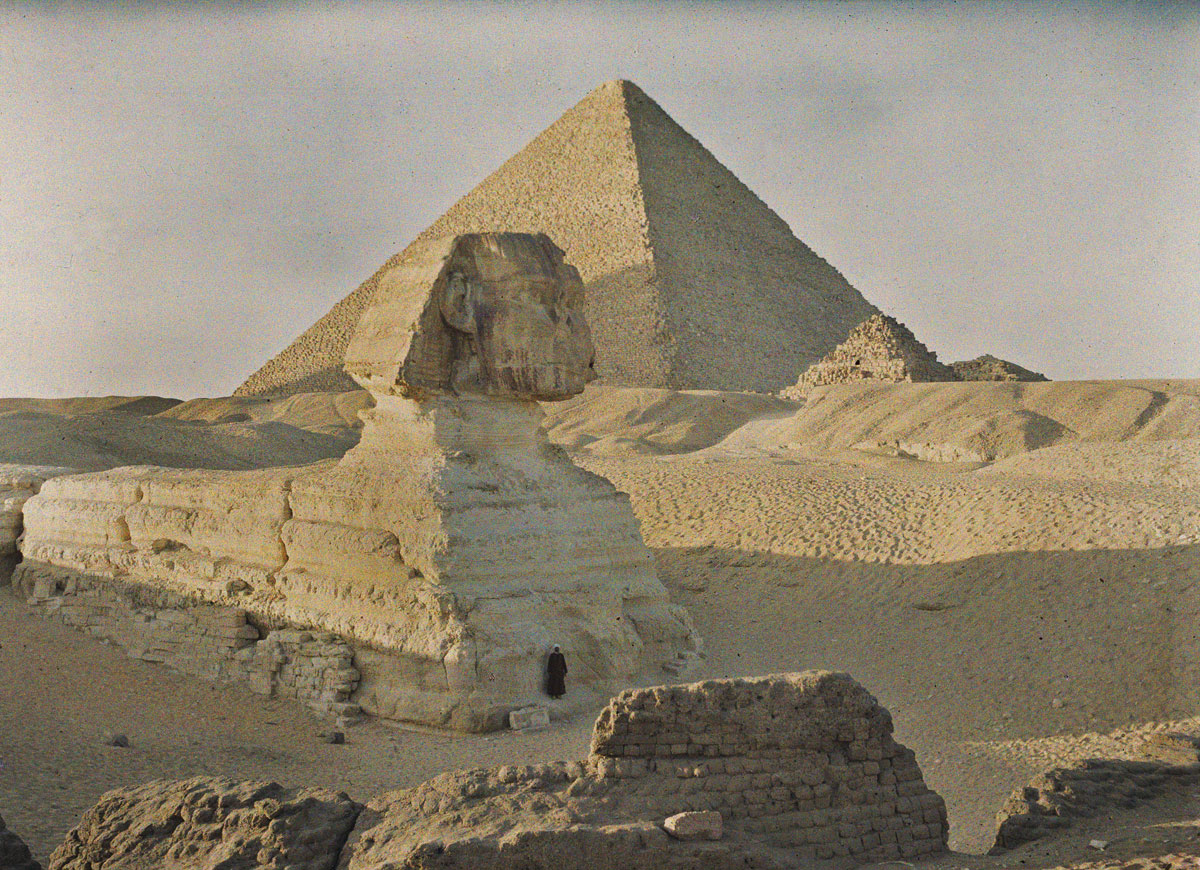
Gizeh, 埃及, 1914年, 金字塔和人面獅身像
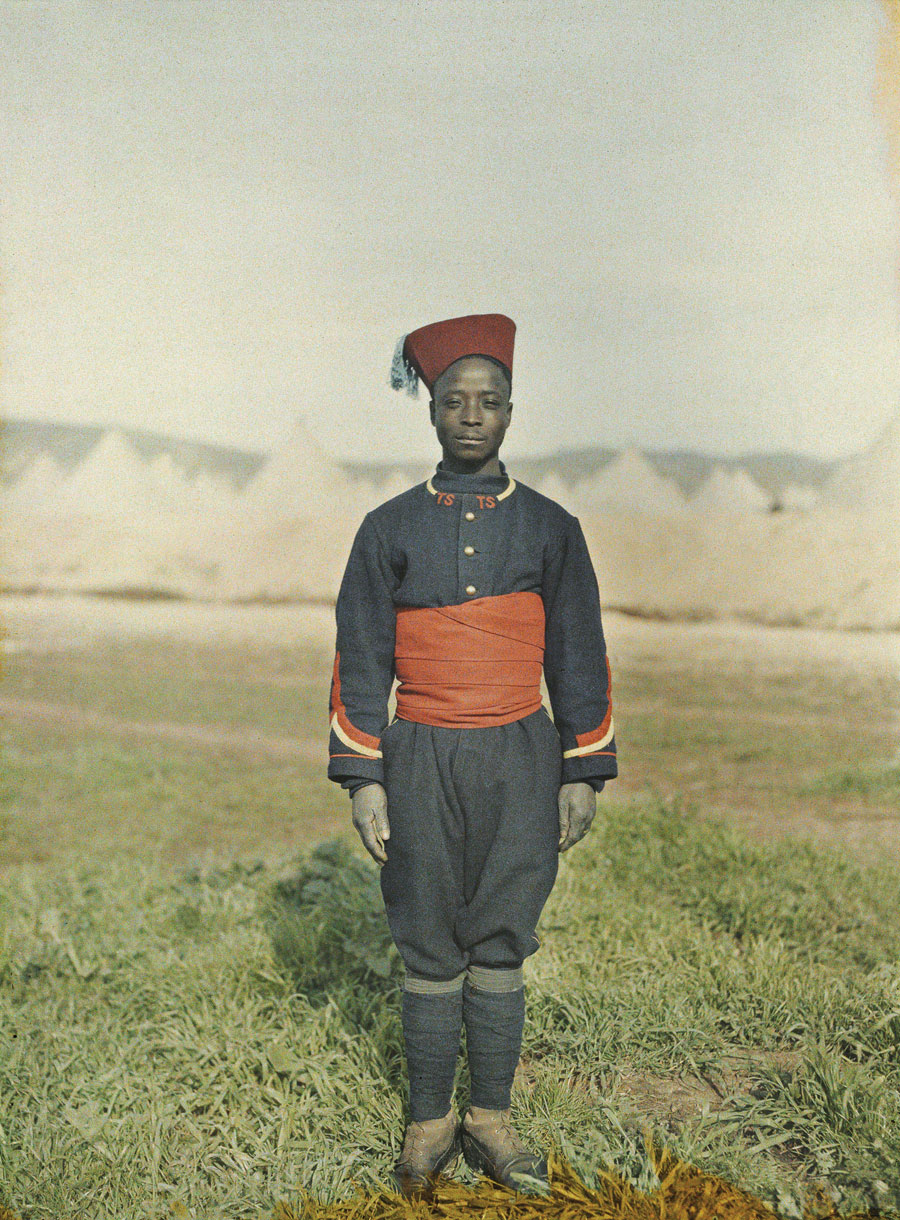
摩洛哥, 1913年, 塞內加爾狙擊手
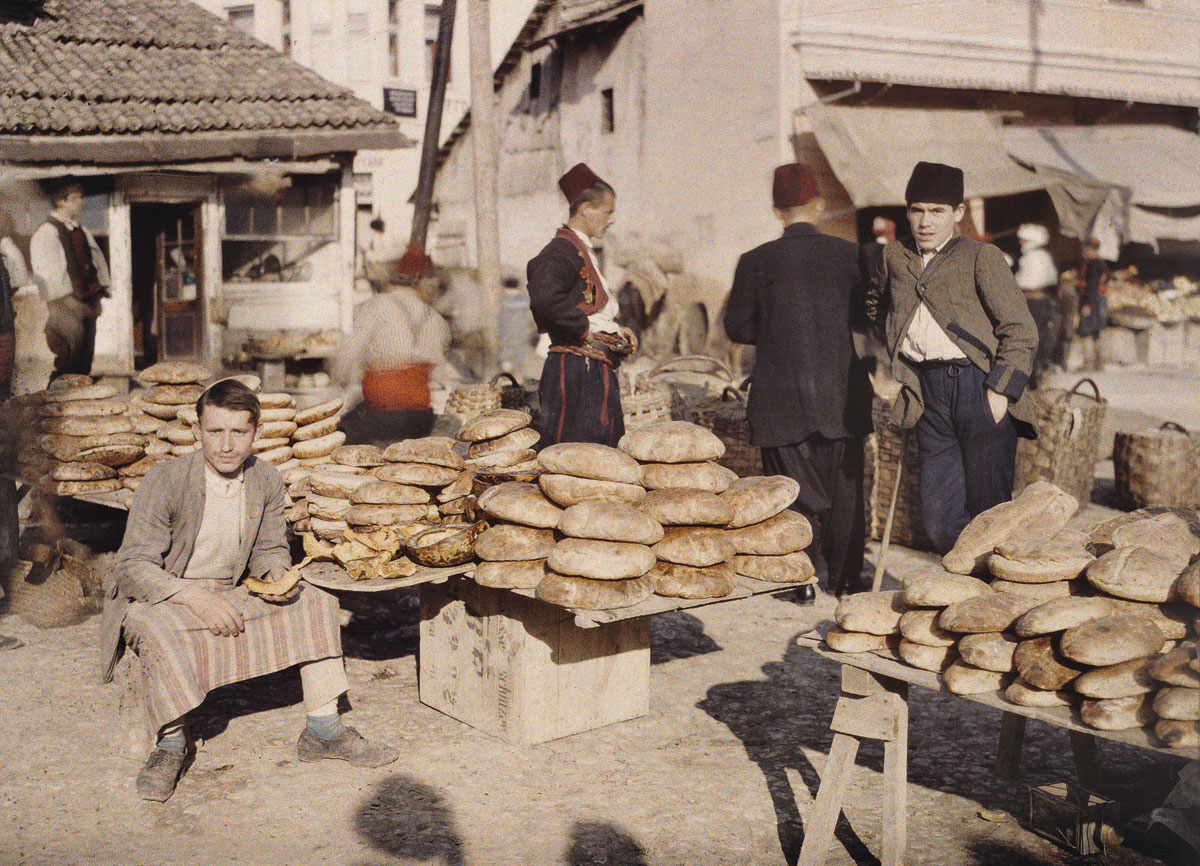
薩拉熱窩，波斯尼亞和黑塞哥維那, 1912年, 市場一景
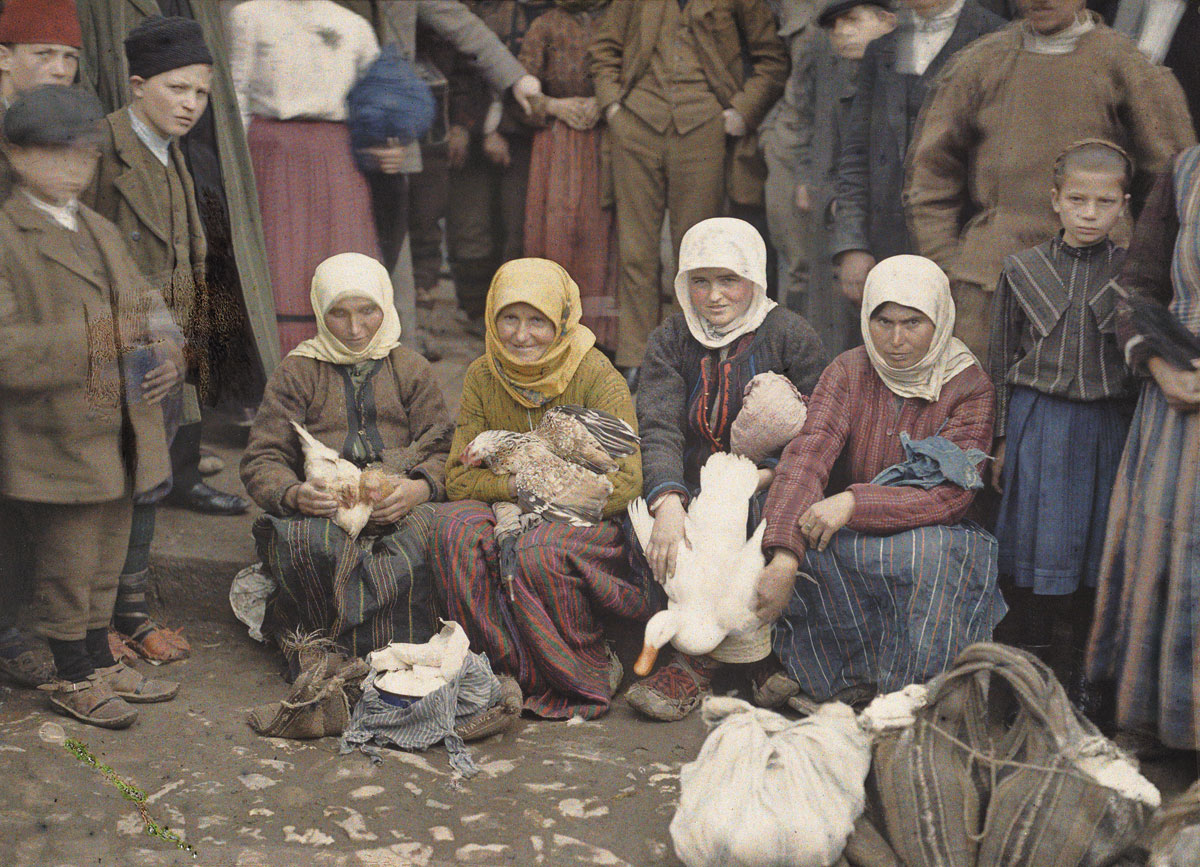
克魯塞瓦茨，塞爾維亞, 1913, 市場一景
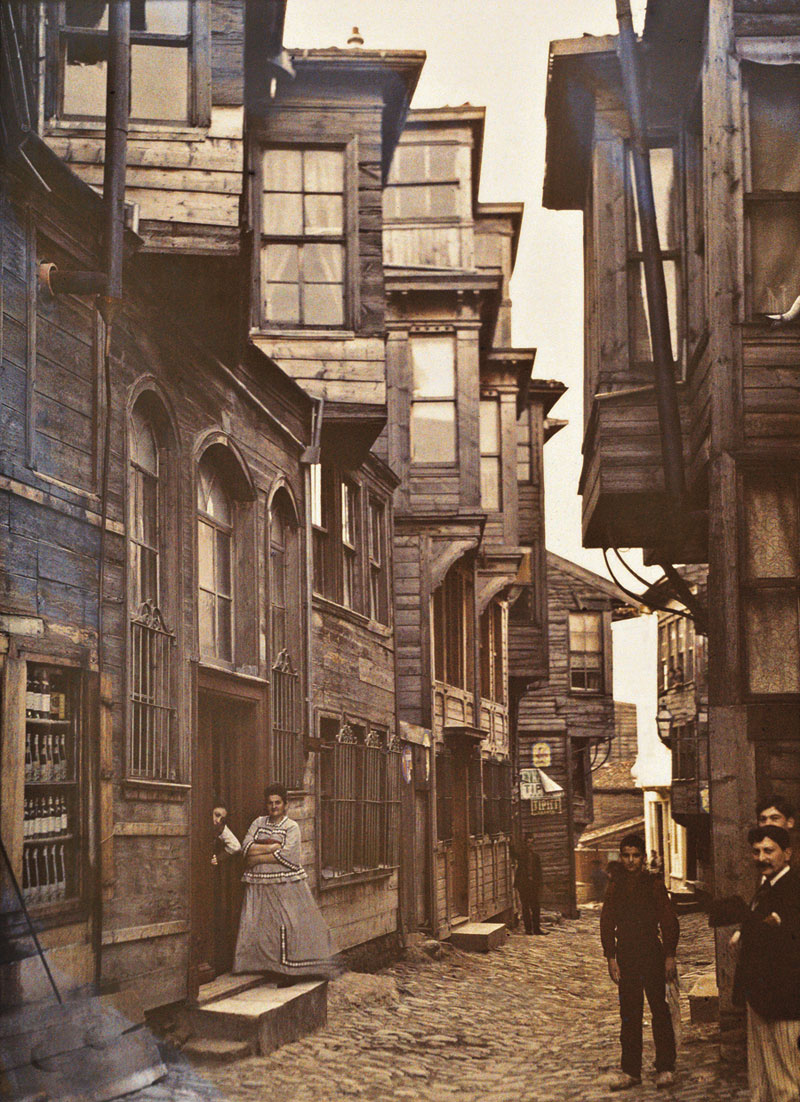
土耳其伊斯堡, 1912, 貝伊奧盧的木屋
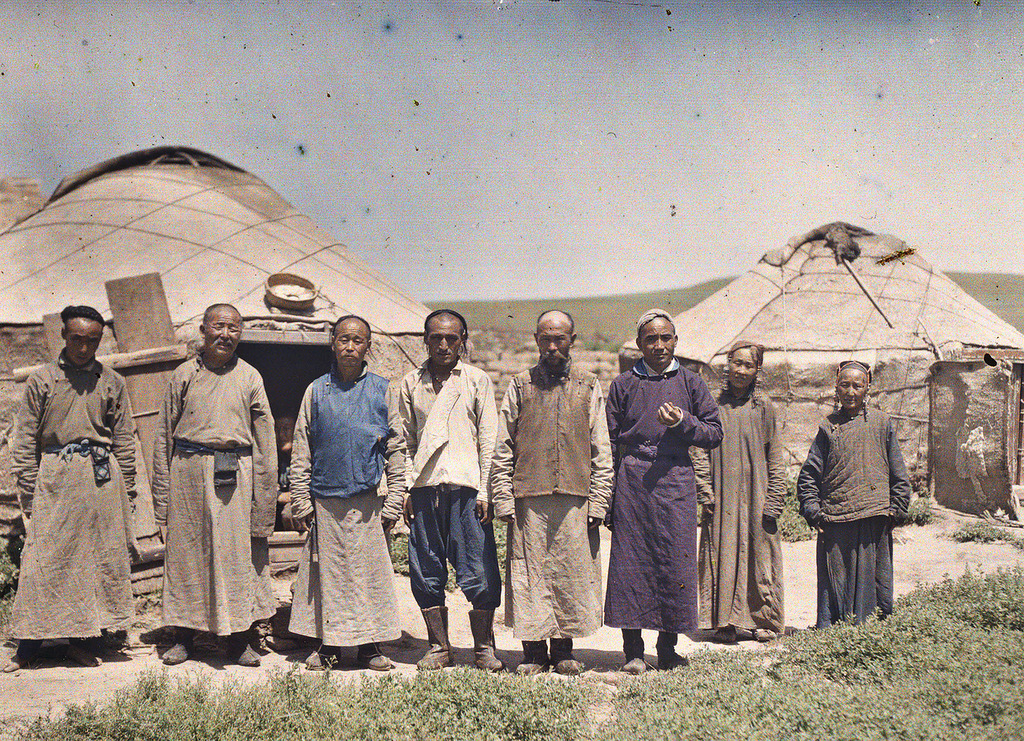
內蒙古, 1912年
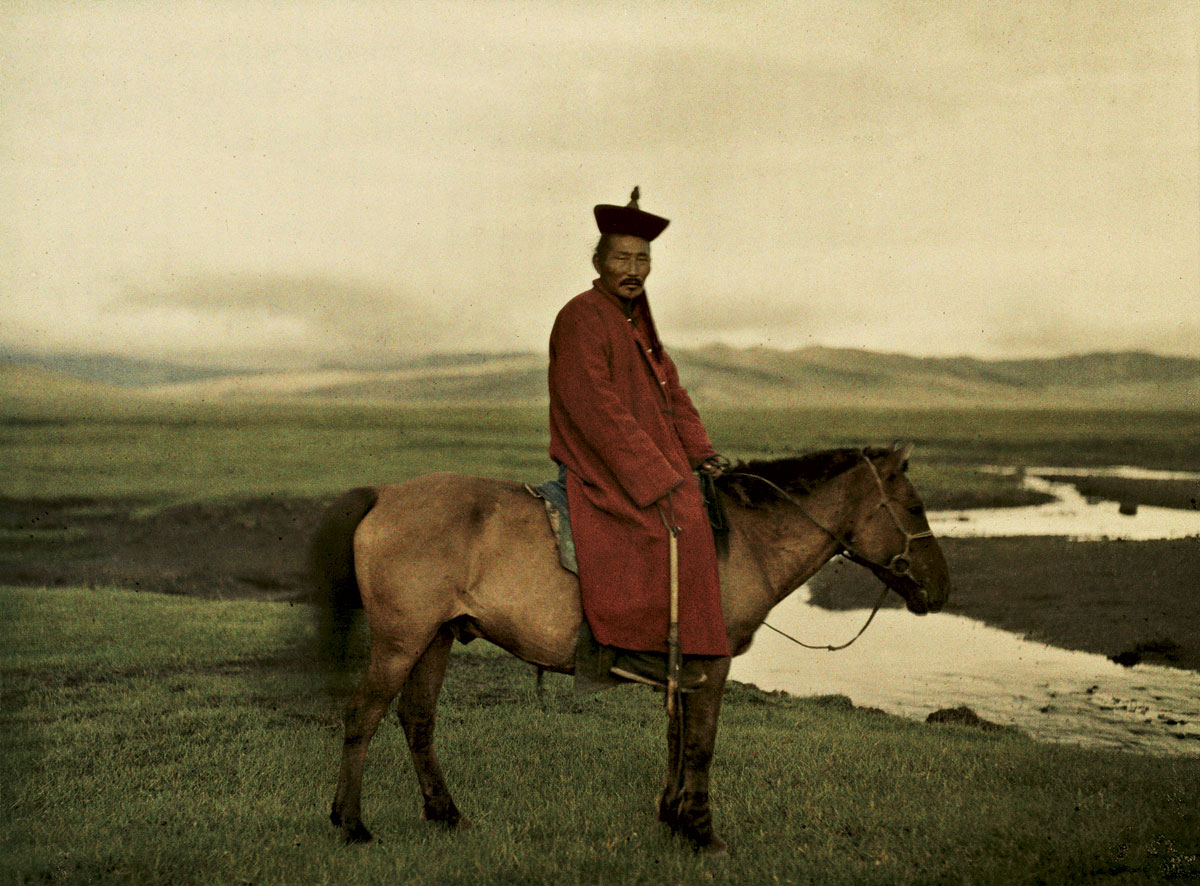
蒙古國, 1913年, 佛教喇嘛
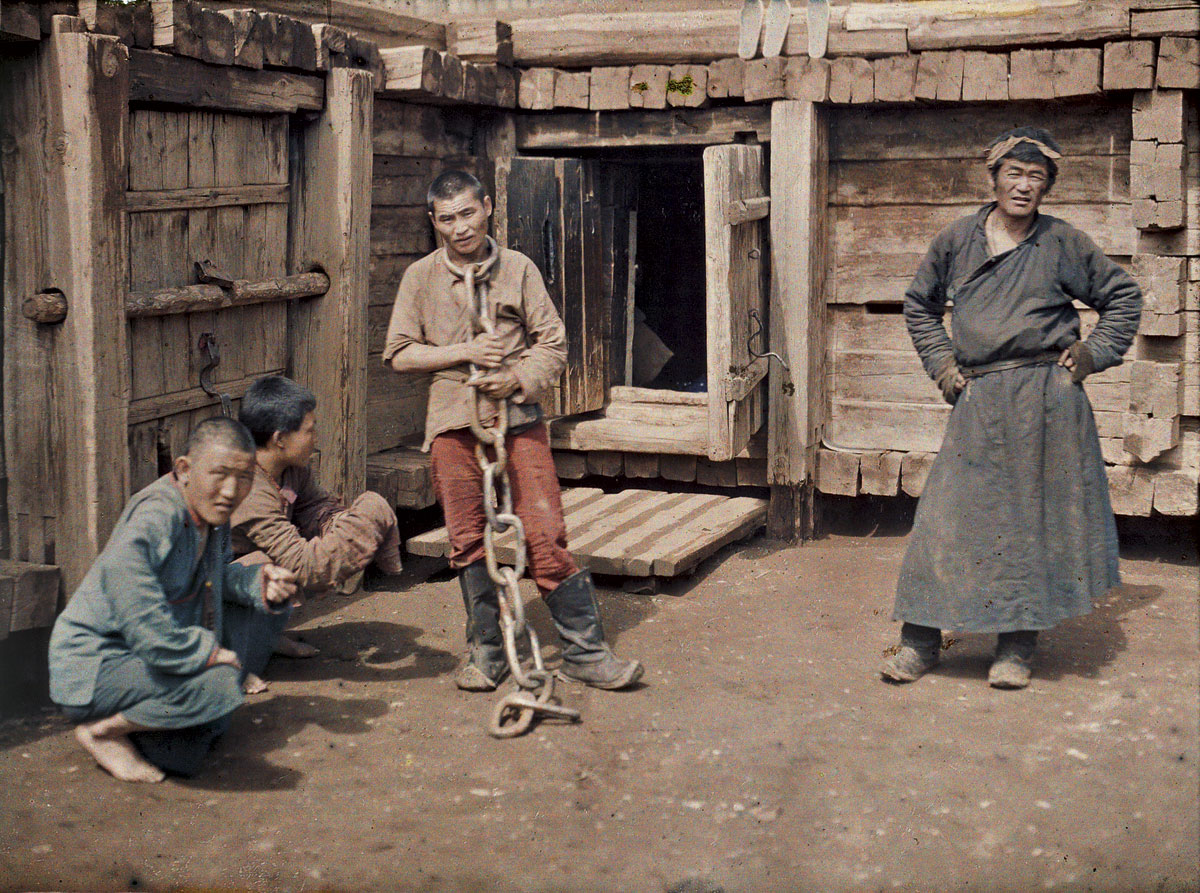
蒙古國烏蘭巴托, 1913年, 囚犯
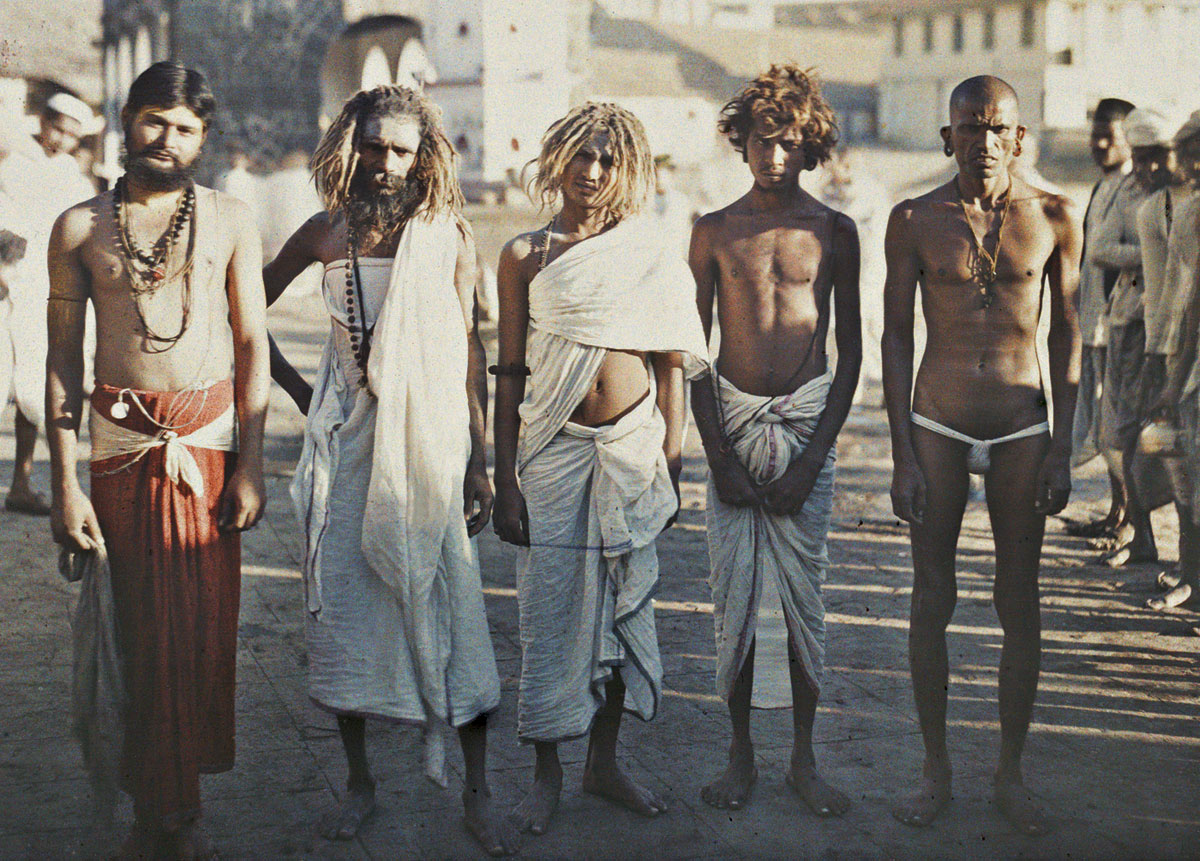
印度孟買，1913年，薩杜斯
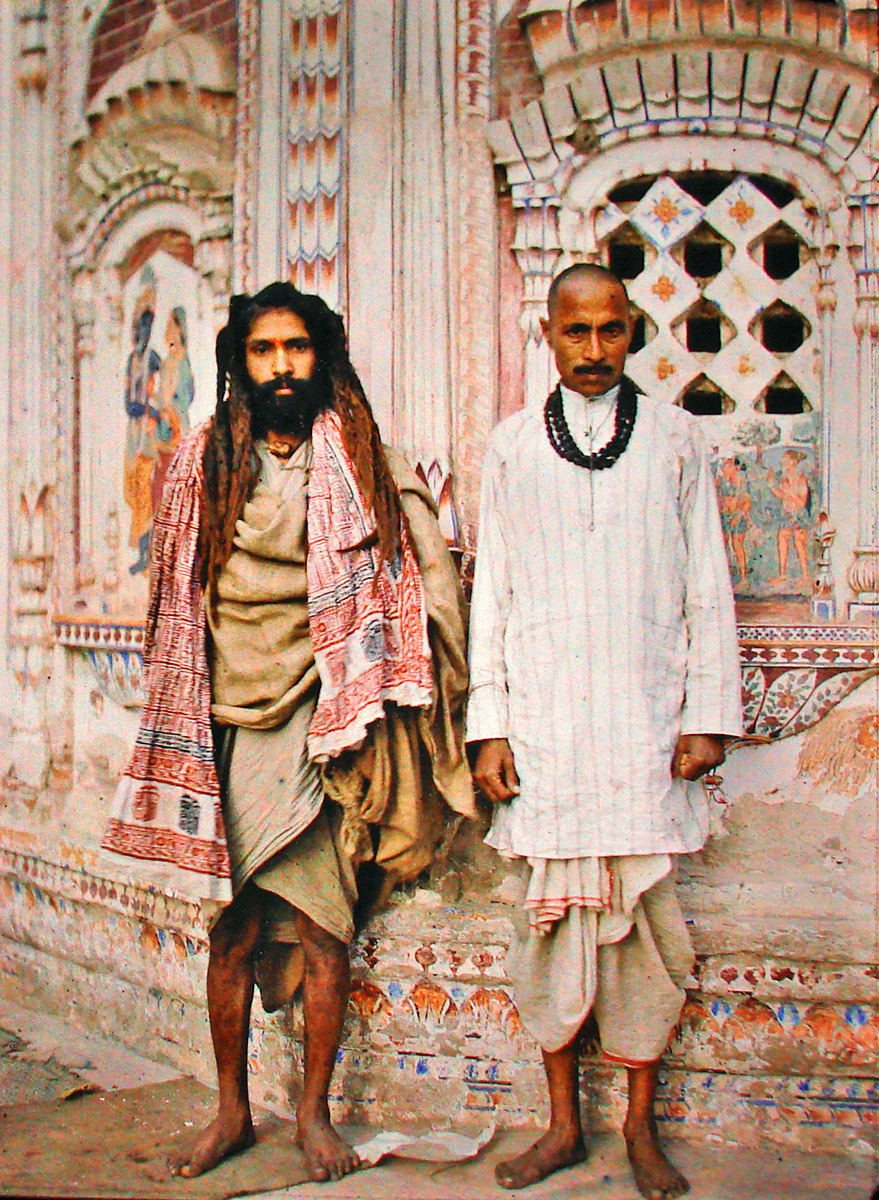
巴基斯坦拉合爾，1914年，薩杜和婆羅門
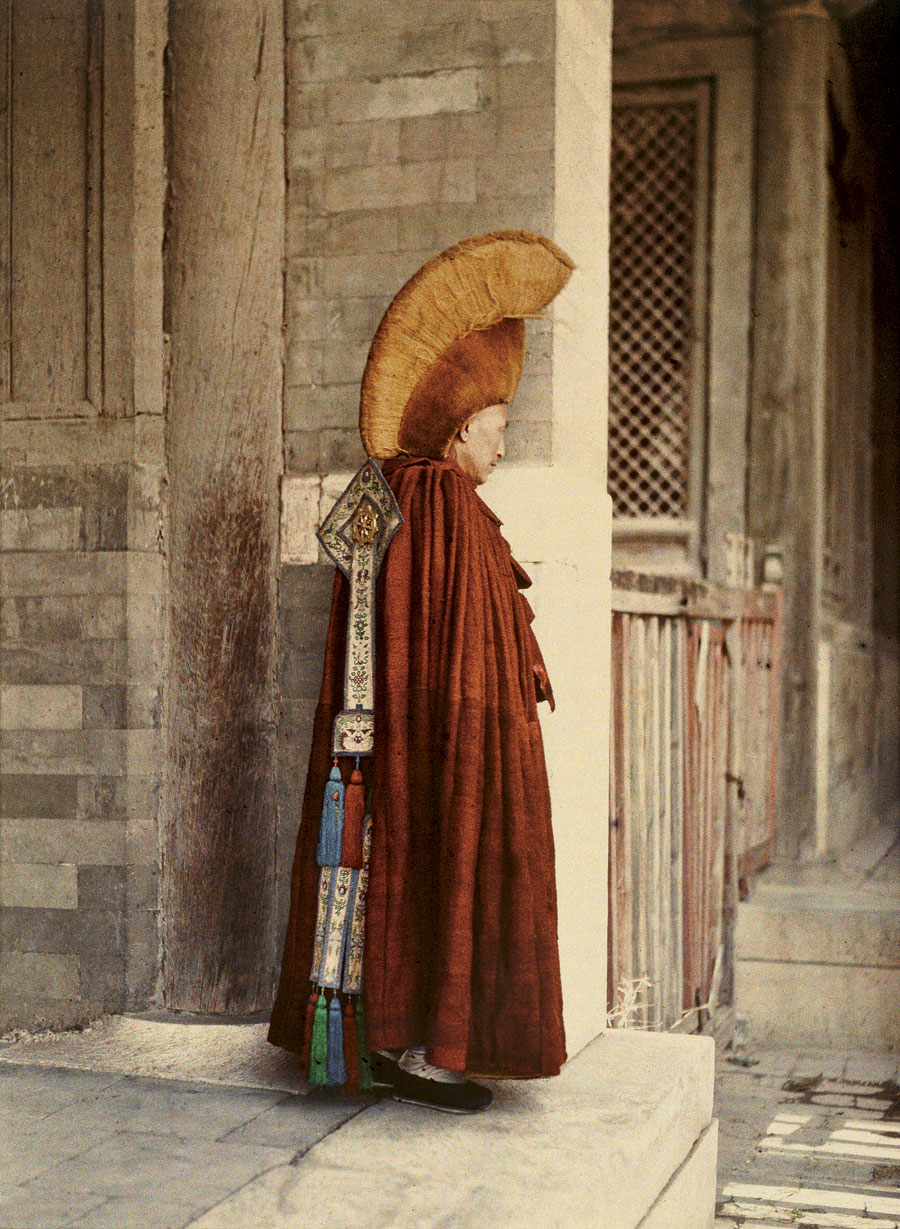
中國北京, 1913, 佛教喇嘛

## 阿爾貝卡恩博物館

### 沿革
納粹德國占領法國期間，攝影收藏並沒有引起佔領者的興趣，因此這批影像作品沒有被入侵者覬覦。
1968年法國的上塞納河省，從塞納河省轉移資產，成為花園和影像作品的所有權人。
珍妮·博索萊爾（Jeanne Beausoleil）自1974年4月便開始關心這批影像作品的價值和收藏，她在1949年退休後，成為卡恩作品的經理人，在上塞納河總理事會的支持下，她獲得了資源籌組自己的團隊，其中包含研究人員和技術人員，因此對地球檔案展開大規模的文件記錄，還有收藏品的保護和修復，後來她也成為地球檔案作品的策展人，不定期地在巴黎展出地球檔案的作品，使得法國更加重視這批影像作品的珍貴和重要性。

### 成立國立博物館
自1986年以來，地球檔案所有的照片，已收藏在位於巴黎布洛涅-比揚古的博物館中，同時也就是他的花園所在地。阿爾貝卡恩博物館現在是一個法國國立博物館，包括四公頃的花園，收藏他的歷史照片和電影的博物館。

## 相关项目
- 谢尔盖·米哈伊洛维奇·普罗库金 - 戈斯基
- 奥托克罗姆

## 相關網站
- 法國國立阿爾貝卡恩博物館 （页面存档备份，存于）